# 7 Волос Вероники
7 Волос Вероники (лат. 7 Comae Berenices), HD 106714 — двойная звезда в созвездии Волос Вероники на расстоянии приблизительно 229 световых лет (около 70,1 парсек) от Солнца. Видимая звёздная величина звезды — +4,93m. Возраст звезды определён как около 2,16 млрд лет.

## Характеристики
Первый компонент — жёлто-оранжевая звезда спектрального класса G8III-IIIb, или G8III, или G8, или G9IV, или K0III, или K0. Масса — около 2,789 солнечной, радиус — около 10,544 солнечного, светимость — около 58,099 солнечной. Эффективная температура — около 4942 K.
Второй компонент — коричневый карлик. Масса — около 26,04 юпитерианской. Удалён на 2,105 а.е..